# Liste der Biografien/Oy
Liste der Biografien |
Portal Biografien |
Personensuche
# |
A |
B |
C |
D |
E |
F |
G |
H |
I |
J |
K |
L |
M |
N |
O |
P |
Q |
R |
S |
T |
U |
V |
W |
X |
Y |
Z |
?
 
Oa |
Ob |
Oc |
Od |
Oe |
Of |
Og |
Oh |
Oi |
Oj |
Ok |
Ol |
Om |
On |
Oo |
Op |
Oq |
Or |
Os |
Ot |
Ou |
Ov |
Ow |
Ox |
Oy |
Oz
Die Liste der Biografien führt alle Personen auf, die in der deutschsprachigen Wikipedia einen Artikel haben. Dieses ist eine Teilliste mit 90 Einträgen von Personen, deren Namen mit den Buchstaben „Oy“ beginnt.

## Oy
- Oÿ, Jenna von (* 1977), US-amerikanische SchauspielerinJenna von Oÿ (* 1977)

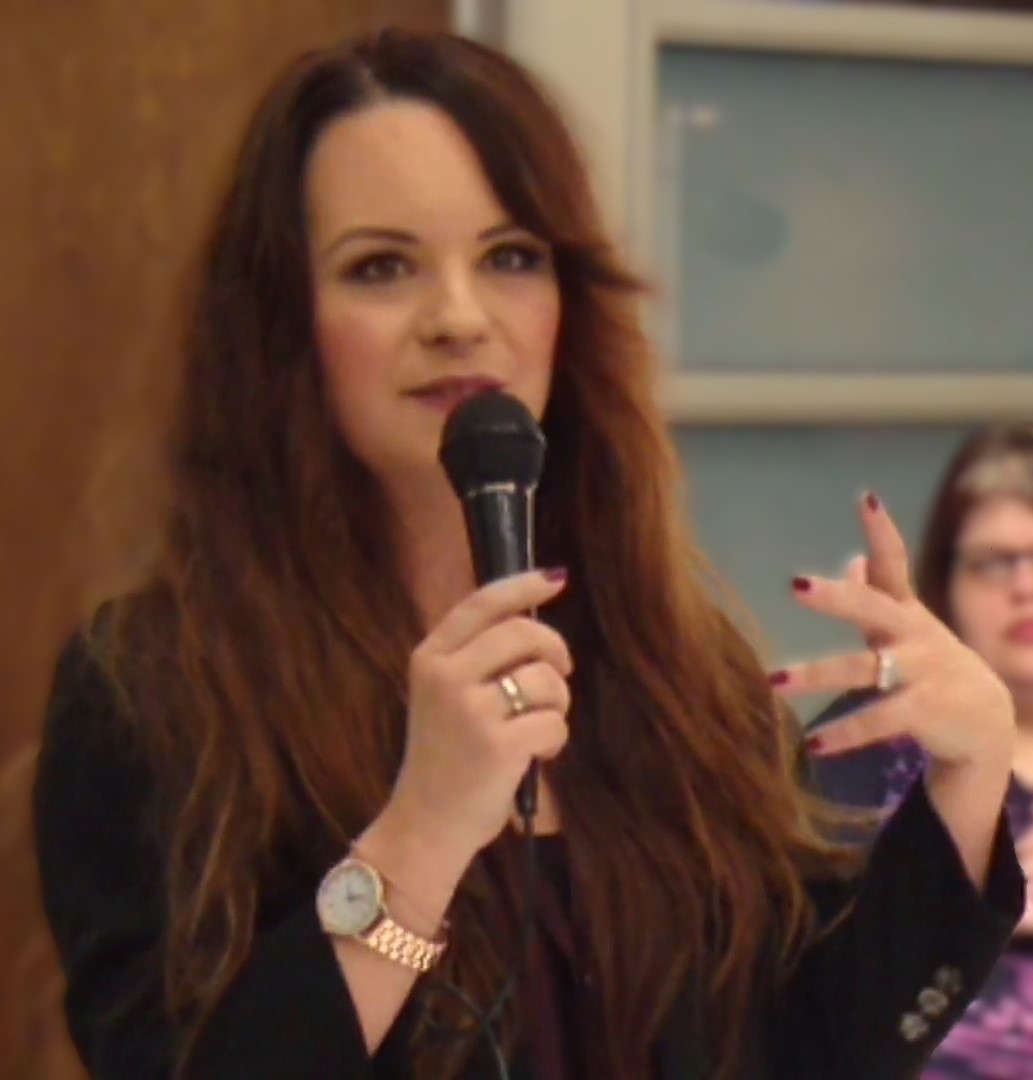
Jenna von Oÿ (* 1977)

### Oya
- Ōya, Ayumi (* 1994), japanische Fußballspielerin
- Oya, Berkun (* 1977), türkischer Theaterschriftsteller und Regisseur
- Ōya, Shinzō (1894–1980), japanischer Unternehmer und Politiker
- Ōya, Sōichi (1900–1970), japanischer Journalist und Gesellschaftskritiker
- Ōya, Tōru (1851–1928), japanischer Linguist
- Ōya, Tsubasa (* 1986), japanischer Fußballspieler
- Oyadomari Kōkan (1831–1905), okinawaischer Kampfkunstmeister des Karate und Kobudo
- Oyakaua, Patrick (* 1988), brasilianischer Radrennfahrer
- Oyakawa, Yoshinobu (* 1933), US-amerikanischer Schwimmer
- Oyakhilome, Chris (* 1963), nigerianischer Prediger und Geistheiler
- Oyal, Nahir (* 1990), türkisch-schwedischer Fußballspieler
- Ōyama, Chūsaku (1922–2009), japanischer Maler
- Ōyama, Hiroshi (* 1972), japanischer Badmintonspieler
- Ōyama, Ikuo (1880–1955), japanischer Politiker
- Ōyama, Iwao (1842–1916), japanischer GeneralfeldmarschallŌyama Iwao (1842–1916)

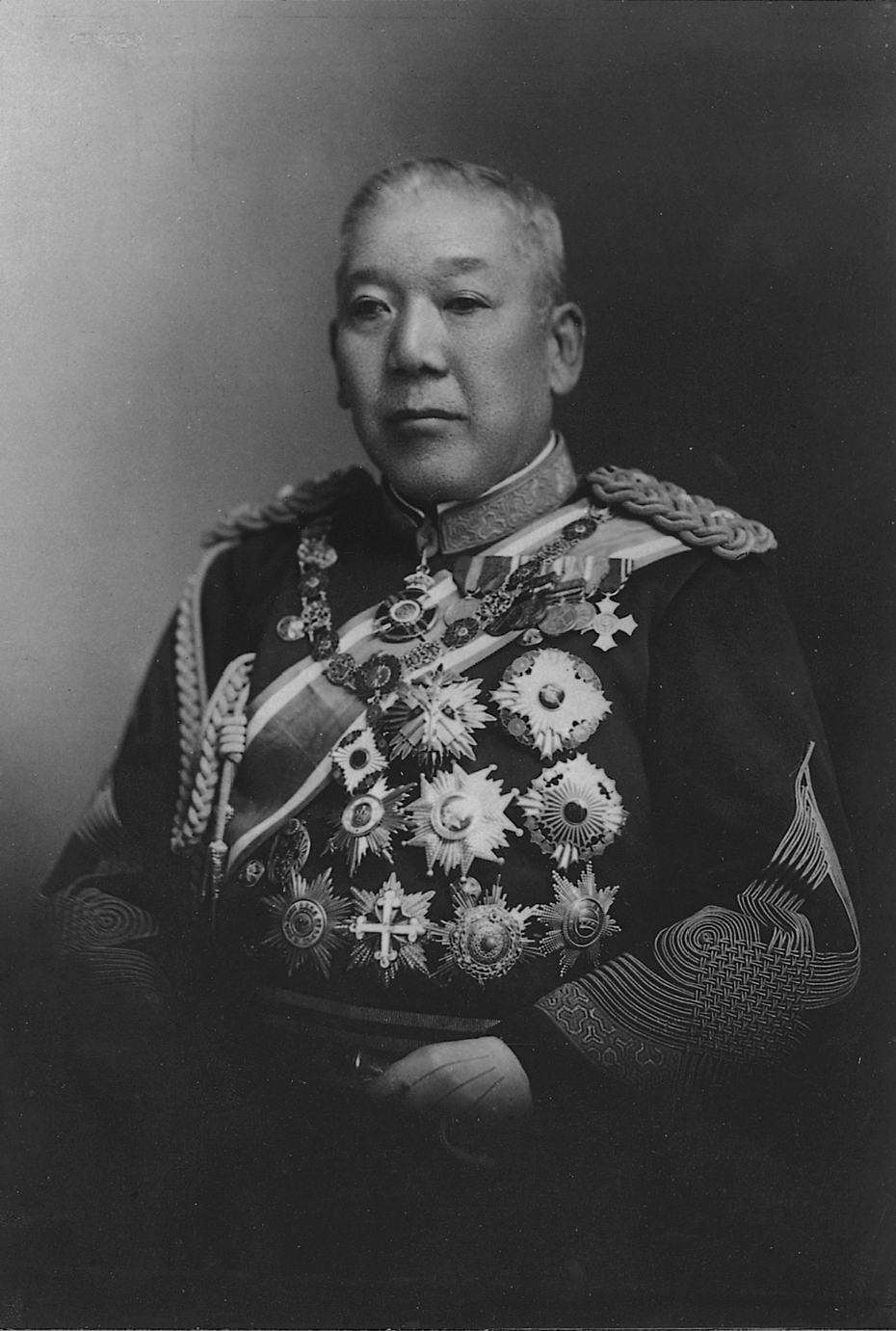
Ōyama Iwao (1842–1916)

- Ōyama, Keisuke (* 1995), japanischer Fußballspieler
- Ōyama, Kyōhei (* 1989), japanischer Fußballspieler
- Ōyama, Mana (* 1992), japanische Handballspielerin
- Ōyama, Masutatsu (1923–1994), japanischer Karateka, Begründer des Kyokushin-Karate-Stiles
- Ōyama, Mikio (* 1955), japanischer Eisschnellläufer
- Ōyama, Musashi (* 1998), japanischer Fußballspieler
- Ōyama, Naohiro (* 1974), japanischer Fußballspieler
- Ōyama, Shigeru (1936–2016), japanischer Budō-Experte und Begründer des Oyama Karate
- Ōyama, Shunsuke (* 1986), japanischer Fußballspieler
- Oyama, Susan (* 1943), US-amerikanische Evolutionsbiologin
- Ōyama, Yoshimatsu, japanischer Fußballspieler
- Oyamada, Hiroko (* 1983), japanische Schriftstellerin
- Oyanedel Urrutia, Abraham (1874–1954), chilenischer Politiker
- Oyanga, Joseph (1936–2018), ugandischer Geistlicher, römisch-katholischer Bischof von Lira
- Øyangen, Gunhild (* 1947), norwegische Politikerin
- Oyarbide, Jorge (1944–2013), uruguayischer Fußballspieler
- Oyarbide, Luis (* 1986), uruguayischer Fußballspieler
- Oyarzábal, Isabel (1878–1974), spanische Übersetzerin, Journalistin, Schriftstellerin, Frauenrechtlerin und Diplomatin
- Oyarzabal, Mikel (* 1997), spanischer FußballspielerMikel Oyarzabal (* 1997)

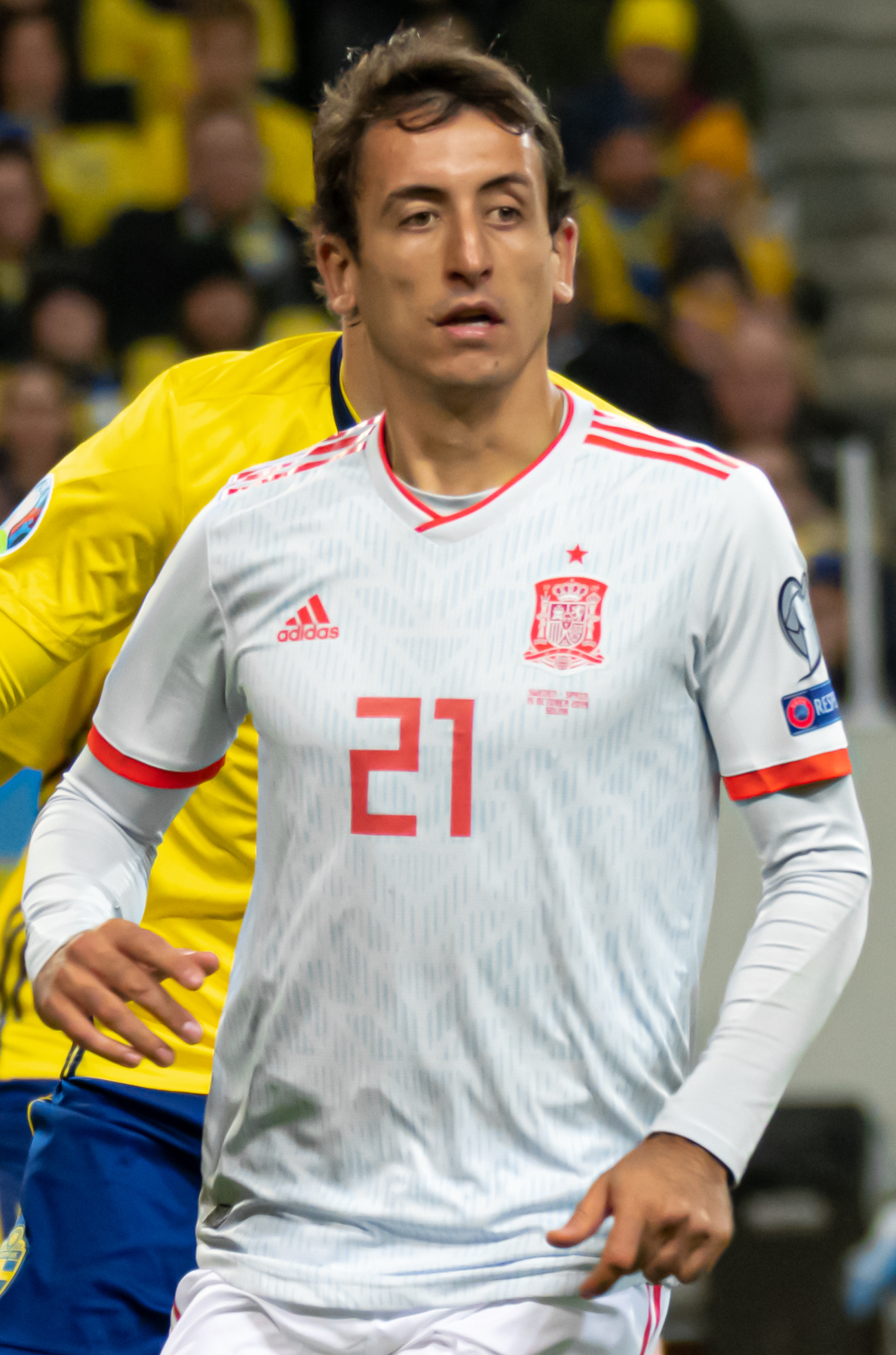
Mikel Oyarzabal (* 1997)

- Oyarzun, Carlos (* 1981), chilenischer Radrennfahrer
- Oyarzún, Luis (* 1982), chilenischer Fußballspieler

### Oye
- Oye, Elsbeth von, Schweizer Mystikerin
- Øye, Erlend (* 1975), norwegischer Musiker
- Oye, Friedrich Georg (1760–1797), deutscher Verwaltungsjurist, Zeichner und Radierer
- Oyé-Mba, Casimir (1942–2021), gabunischer Politiker
- Oyebami, Timon (* 1943), nigerianischer Sprinter
- Oyebola, James (1961–2007), britischer Boxer
- Oyedeji, Olumide (* 1981), nigerianischer Basketballspieler
- Oyedele, Maxi (* 2004), polnisch-englischer Fußballspieler
- Oyedepo, David (* 1954), nigerianischer Prediger, Kirchengründer und Bischof
- Oyegoke, Daniel (* 2003), englischer Fußballspieler
- Oyejola, John Akin (* 1963), nigerianischer Geistlicher, römisch-katholischer Bischof von Osogbo
- Oyelana, Tunji (* 1939), nigerianischer Musiker, Schauspieler und Komponist
- Oyeledun, Samson (* 1958), nigerianischer Sprinter
- Oyelowo, David (* 1976), britischer Schauspieler, Filmproduzent und RegisseurDavid Oyelowo (* 1976)

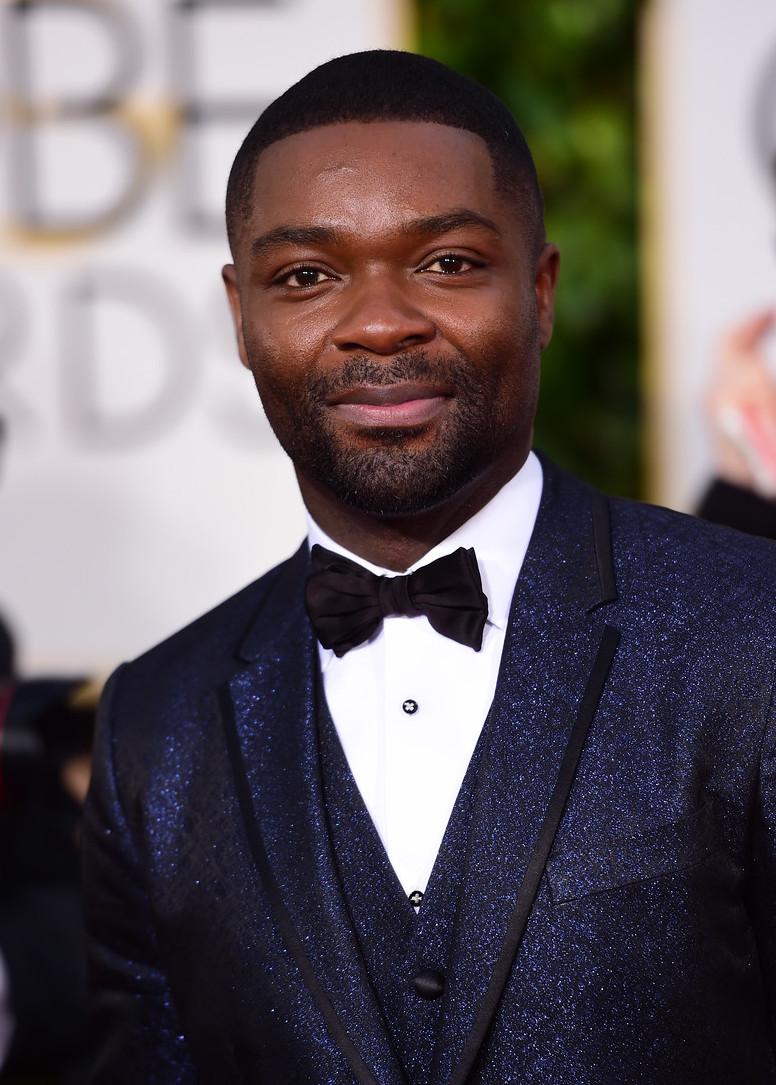
David Oyelowo (* 1976)

- Oyen, Cornelius van (1886–1954), deutscher Sportschütze
- Oyen, Hendrik van (1898–1980), niederländischer reformierter Theologe
- Oyen, Luca (* 2003), belgischer Fußballspieler
- Oyen, Petra van (* 1961), deutsche Sportmoderatorin und ehemalige Tennisspielerin
- Oyen, Sofie (* 1992), belgische Tennisspielerin
- Øyen, Wenche (* 1946), norwegische Malerin und Illustratorin
- Oyens, David (1842–1902), niederländischer Maler
- Oyens, Pieter (1842–1894), niederländischer Porträt- und Genremaler
- Oyepitan, Abiodun (* 1979), britische Sprinterin
- Oyet, Ugbana (* 1976), britischer Sergeant-at-Arms im House of Commons
- Oyewole, Abiodun (* 1948), US-amerikanischer Lyriker und Perkussionist
- Oyewumi, Oyeronke (* 1957), nigerianische Soziologin und Genderforscherin
- Oyeyemi, Helen (* 1984), englische Schriftstellerin

### Oyg
- Øygard, Marit (* 1999), norwegische Biathletin
- Øygard, Olav (* 1956), norwegischer lutherischer Geistlicher und Theologe, Bischof von Nord-Hålogaland
- Øygard, Svein Harald (* 1960), norwegischer Wirtschaftswissenschaftler

### Oyh
- Oyhanarte, Horacio B. (1885–1946), argentinischer Botschafter
- Oyharçabal, Bernard (* 1949), baskischer Schriftsteller und Linguist

### Oym
- Oymacı, Taşkın (1938–2021), türkischer Sozialarbeiter
- Öymen, Altan (1932–2025), türkischer Politiker und Journalist
- Öymen, Onur (* 1940), türkischer Diplomat und PolitologeOnur Öymen (* 1940)

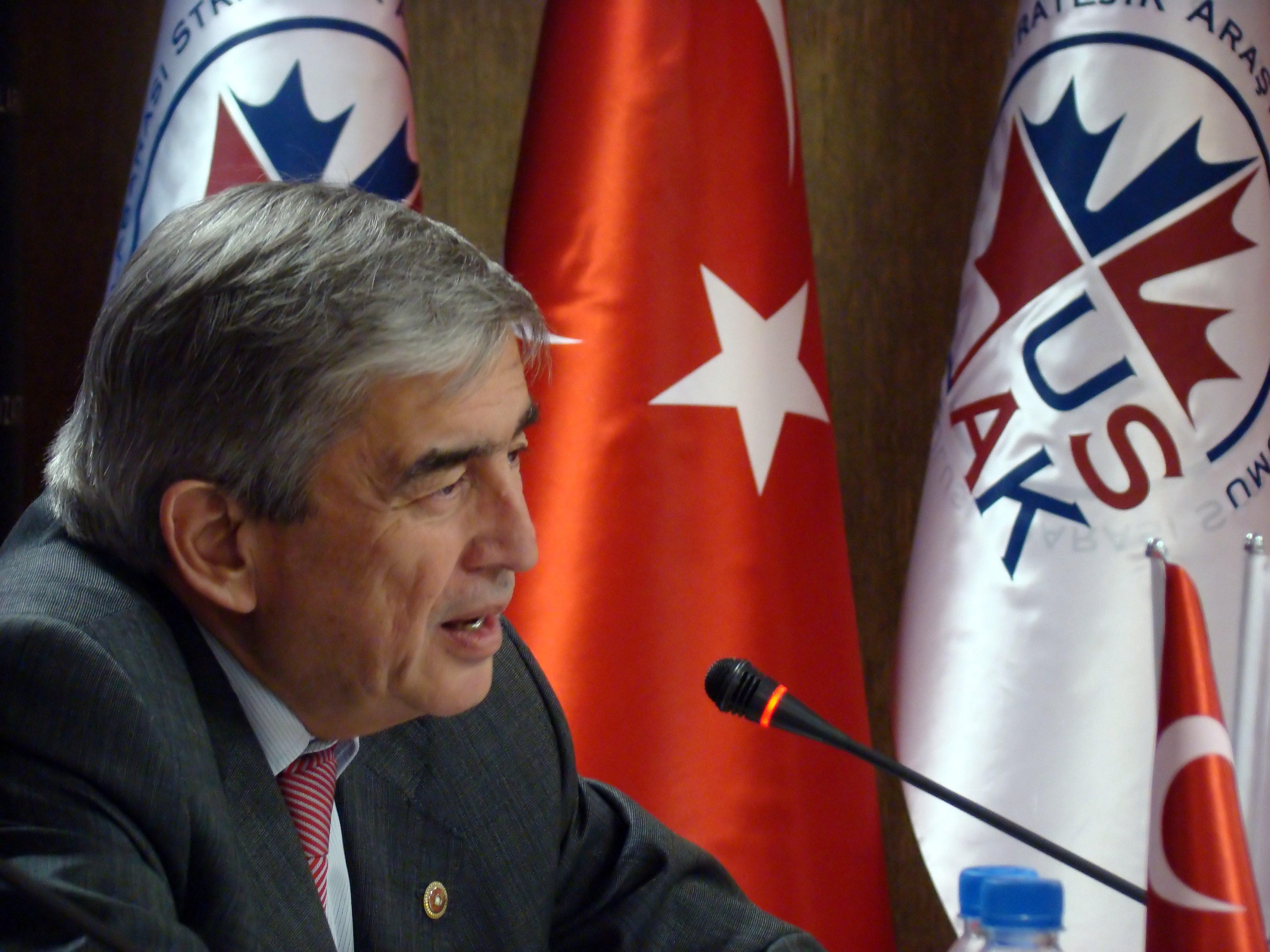
Onur Öymen (* 1940)

### Oyo
- Ōyokota, Tsutomu (1913–1970), japanischer Schwimmer
- Oyongo, Ambroise (* 1991), kamerunischer Fußballspieler
- Oyônô Mbia, Guillaume (1939–2021), kamerunischer Schriftsteller französischer und englischer Sprache
- Oyono, Ferdinand (1929–2010), kamerunischer Schriftsteller und Politiker
- O’Young, Darryl (* 1980), chinesischer AutomobilrennfahrerDarryl O’Young (* 1980)

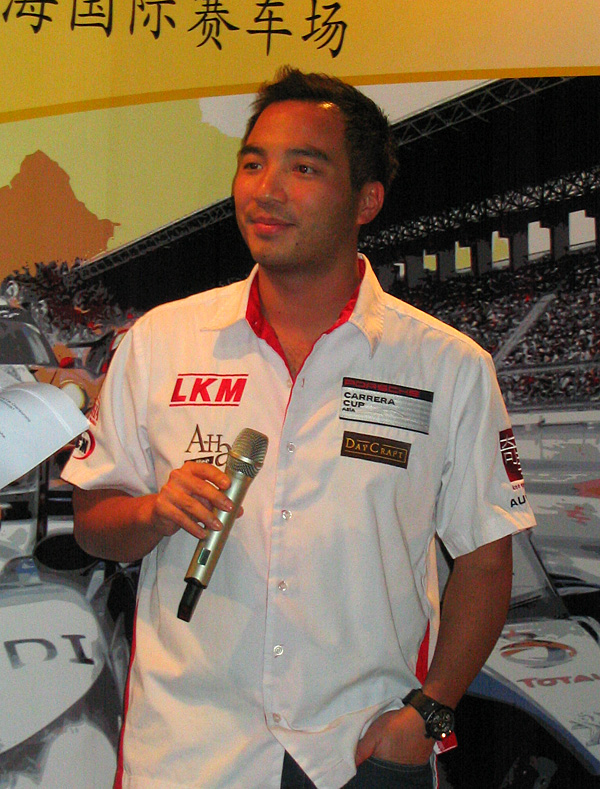
Darryl O’Young (* 1980)

### Oyr
- Øyrabø, Annika (* 1977), dänische Designerin, Illustratorin und Kinderbuchautorin
- Oyré, François Ignace Ervoil d’ (1739–1799), französischer General

### Oys
- Oystaeyen, Freddy Van (* 1947), belgischer Mathematiker
- Øystein Erlendsson († 1188), Erzbischof von Nidaros
- Øystein I. († 1123), norwegischer König
- Øystein II. (1125–1157), König von Norwegen
- Øystein Møyla (1157–1177), Birkebeinerkönig
- Oyster, David F. (* 1945), US-amerikanischer Fernsehproduzent, Dokumentarfilmer und Kameramann
- Oyster, Megan (* 1992), US-amerikanische Fußballspielerin
- Öystilä, Jouko (1952–2024), finnischer Eishockeyspieler
- Oystrick, Nathan (* 1982), kanadischer Eishockeyspieler und -trainer

### Oyt
- Oyta, Heinrich Totting von († 1397), Theologe und Philosoph

### Oyu
- Oyundari, Navaan-Yundengiin, mongolische Politikerin